# 丘琳
丘琳（1896年—1972年），字镇侯，男，原籍台湾苗栗，生于广东蕉岭，中国学者、社会活动家，曾任台盟广州支部主任委员，第三、四届全国政协委员。

## 家庭
父亲丘逢甲。